# Thaï du Sud
Le thaï du Sud ou thaï méridional, également appelé pak taï ou dambro, est une langue du groupe taï, de la branche dite kam-taï de la famille des langues taï-kadaï. Elle est principalement parlée au sud de la Thaïlande ainsi que par de petites communautés en Malaisie.
Elle est distincte du thaï au sens strict ou siamois, qui est la langue nationale de la Thaïlande.
Le thaï du Sud, avec ses racines profondes dans l'histoire de la région méridionale de la Thaïlande, a joué un rôle crucial dans la formation de l'identité culturelle des habitants du sud. 
Au fil des siècles, cette langue a été influencée par les interactions commerciales, les migrations et les relations diplomatiques avec les régions voisines, notamment la Malaisie. 
Elle a également été le vecteur de nombreuses traditions orales, chansons et poèmes qui reflètent la richesse de la culture du sud de la Thaïlande. 
Aujourd'hui, le thaï du Sud reste non seulement un moyen de communication, mais aussi un symbole de la préservation de l'héritage culturel de la région.